# Eremioscelio bernardi
Eremioscelio bernardi är en stekelart som först beskrevs av Maneval 1940.  Eremioscelio bernardi ingår i släktet Eremioscelio och familjen Scelionidae. Inga underarter finns listade i Catalogue of Life.